# Minamoto no Yoshinaka
Minamoto no Yoshinaka (源義仲, , 1154 – 1184) foi um samurai japonês durante o Período Heian. Era membro do Clã Minamoto e primo e rival de Minamoto no Yoritomo durante as Guerras Genpei.

## Biografia
Nasceu na Província de Musashi. Quando pequeno, seu pai Minamoto no Yoshikata, foi assassinado e seu domínio passou para o controle de Minamoto no Yoshihira em uma briga intra-familiar. Yoshihira procurou matar Yoshinaka também, mas este fugiu para Kiso, na Província  de Shinano (atual Província de Nagano ) para a proteção do Clã Nakahara . 
Yoshinaka foi criado com  Kanehira Shiro, seu irmão de leite (Chizuru a mãe de Shiro amamentou Yoshinaka e Shiro) e amigo mais leal. Yoshinaka mais tarde mudou seu nome de Minamoto para Kiso .
Em 1180, Yoshinaka recebeu a missão do Príncipe Mochihito de se levantar em armas contra o Clã Taira. Yoshinaka entrou deste modo nas Guerras Genpei e logo passou a controlar a Província de Shinano. Em 1181, Yoshinaka viu a oportunidade de recobrar os domínios que pertencera a seu pai, e que agora estavam sob o controle de Minamoto no Yoritomo. Ambos celebraram um pacto de não-agressão,  mas Yoshinaka não aceitou que Yoritomo se tornasse o líder do clã, o que o levou a enfrentar o Clã Taira sozinho e tomar o controle de seu clã .
Yoshinaka derrotou o exército de Taira no Koremori na Batalha de Kurikara e marchou para Kioto. Os Taira se retiraram da capital levando o jovem Imperador Antoku com eles. Três dias depois, o exército de Yoshinaka entrou na capital libertou o Imperador Go-Shirakawa que por este feito lhe concedeu o título de Shogun Asahi e ordenou que fosse atacar os Taira, a fim de que o exército ficasse fora da cidade, evitando os saques que estavam acontecendo .
Mais tarde, retornando a Kyoto depois de uma batalha, Yoshinaka ficou irritado ao descobrir que o Imperador estava beneficiando seu primo desafeto Yoritomo. Yoshinaka então estendeu seu controle militar sobre a cidade, aprisionando o Imperador , e obrigando-o a conceder-lhe o título de Shogun . Minamoto no Yoritomo, por seu lado ordenou seus irmãos Minamoto no Yoshitsune e Minamoto no Noriyori para atacar e matar Yoshinaka .
Yoshinaka foi expulso da capital e assassinado por seus primos durante a Batalha de Awazu, junto a sua esposa, a samurai Tomoe Gozen e seu irmão de leite Imai no Kanehira. Foi enterrado em Ōtsu, e em sua honra foi construído um templo (Gichū-ji) no final do Período Muromachi .
Minamoto no Yoshinaka é um dos muitos personagens principais do conto Heike Monogatari. A história de Yoshinaka e Kanehira é bastante conhecido no Japão, é também o tema da peça Noh "Kanehira", em que Kanehira é um fantasma atormentado que descreve sua morte e a de Yoshinaka, e seu desejo de viajar para o outro lado .